# Помпеяна
Помпеяна (итал. Pompeiana) — коммуна в Италии, располагается в регионе Лигурия, в провинции Империя.
Население составляет 852 человека (2008 г.), плотность населения составляет 158 чел./км². Занимает площадь 5 км². Почтовый индекс — 18015. Телефонный код — 0184.
Покровительницей коммуны почитается святая равноапостольная Мария Магдалина, празднование 22 июля. В коммуне 15 августа особо празднуется Успение Пресвятой Богородицы.

## Демография
Динамика населения:

## Администрация коммуны
- Официальный сайт: http://www.comunedipompeiana.net